# Fronteras
Para el municipio del cual este pueblo es cabecera, véase: «Municipio de Fronteras»
Fronteras es un pueblo mexicano ubicado en el norte del estado de Sonora, en la zona de la Sierra Madre Occidental. El pueblo es cabecera del homónimo municipio de Fronteras. Según el Censo de Población y Vivienda realizado en 2020 por el Instituto Nacional de Estadística y Geografía (INEGI), Fronteras cuenta con 806 habitantes.
Fue fundado en 1645 por los misioneros jesuitas, Marcos del Río y Egidio Montefrío, quienes lo iniciaron como una misión bajo el nombre de Santa Rosa de Corodéhuachi, esto mientras se avanzaba con la evangelización y colonización de los nativos indígenas ópatas por los españoles.
El nombre original, proviene de la frase del idioma ópata Cörö deguǎtzi, que se interpreta como "Grulla en la entrada o puerta".Recientemente se le denomina "Tierra de Dinosaurios" porque se han encontrados huellas y restos de dinosaurios, por lo que instalaron un Museo Paleontológico de Fronteras.
Se ubica a 321 km al noreste de Hermosillo, la capital del estado, a 582 km al norte de Ciudad Obregón, la segunda ciudad más grande, a 55 km al sur de Agua Prieta, el cruce fronterizo más cercano en la frontera con Estados Unidos, y a 464 km al noroeste de Heroica Guaymas, el puerto marítimo y ciudad balnearia más importante del estado.

## Historia
La región donde hoy se encuentra el pueblo de Fronteras estuvo habitada por indígenas ópatas desde la anterioridad a la llegada de los colonizadores españoles, en 1645 sacerdotes de la Compañía de Jesús llegaron a la zona con la intención de evangelizar a los pueblos indígenas, fundando para ello la misión que hoy es Fronteras con el nombre de Santa Rosa de Corodéhuachi. Sin embargo el poblamiento permanente de la misión por parte de los españoles fue difícil debido a los ataques que grupos indígenas que se negaban al sometimiento español realizaban contra los pueblos, como en casi todo lo que hoy es el norte de México, en consecuencia, el gobierno colonial español estableció en todo la región hoy formada por los estados de Sonora. Chihuahua, Durango y Coahuila, los presidios militares donde se establecían compañías permanentes de soldados que combatían a los indígenas, uno de ellos fue establecido en Santa Rosa de Corodéhuachi, siendo denominado Real Presidio de Fronteras de los Apaches, adoptando la población esta nombre que se conserva hasta la actualidad, estableciéndose en él, la Compañía Volante de Sonora. 
Con el establecimiento del presidio la población se consolidó y en 1814 fue una de las poblaciones sonorenses con derecho a elegir ayuntamiento de acuerdo con la Constitución de Cádiz, tras la independencia de México y con el establecimiento del estado de Sonora, Fronteras fue cabecera de uno de los municipios originales del estado de Sonora, dicho municipio fue siendo reducido en territorio con el tiempo, y en 1930 Fronteras perdió el carácter de cabecera municipal al ser suprimido el municipio e incorporado al de Agua Prieta, pero un año después, en 1931 fue restablecido y Fronteras volvió a ser su cabecera.
Fronteras fue el lugar de nacimiento del explorador español Juan Bautista de Anza, uno de los primeros colonizadores de la Alta California.
En julio de 1858 durante los enfrentamientos entre México y los apaches se produjo una matanza de estos últimos en la población.

## Clima
Este municipio cuenta con clima muy seco templado BS1kw(x)(e); con una temperatura media máxima mensual de 38.6 °C en junio y una temperatura media mínima mensual de -3.2 °C en enero. Su temperatura media anual es de 18.2 °C. La temporada de lluvias es de julio a agosto con una precipitación pluvial media anual de 347.2 milímetros.
| Parámetros climáticos promedio de Fronteras, Sonora (1951-2010)                 | Parámetros climáticos promedio de Fronteras, Sonora (1951-2010) | Parámetros climáticos promedio de Fronteras, Sonora (1951-2010) | Parámetros climáticos promedio de Fronteras, Sonora (1951-2010) | Parámetros climáticos promedio de Fronteras, Sonora (1951-2010) | Parámetros climáticos promedio de Fronteras, Sonora (1951-2010) | Parámetros climáticos promedio de Fronteras, Sonora (1951-2010) | Parámetros climáticos promedio de Fronteras, Sonora (1951-2010) | Parámetros climáticos promedio de Fronteras, Sonora (1951-2010) | Parámetros climáticos promedio de Fronteras, Sonora (1951-2010) | Parámetros climáticos promedio de Fronteras, Sonora (1951-2010) | Parámetros climáticos promedio de Fronteras, Sonora (1951-2010) | Parámetros climáticos promedio de Fronteras, Sonora (1951-2010) | Parámetros climáticos promedio de Fronteras, Sonora (1951-2010) |
| Mes                                                                             | Ene.                                                            | Feb.                                                            | Mar.                                                            | Abr.                                                            | May.                                                            | Jun.                                                            | Jul.                                                            | Ago.                                                            | Sep.                                                            | Oct.                                                            | Nov.                                                            | Dic.                                                            | Anual                                                           |
| ------------------------------------------------------------------------------- | --------------------------------------------------------------- | --------------------------------------------------------------- | --------------------------------------------------------------- | --------------------------------------------------------------- | --------------------------------------------------------------- | --------------------------------------------------------------- | --------------------------------------------------------------- | --------------------------------------------------------------- | --------------------------------------------------------------- | --------------------------------------------------------------- | --------------------------------------------------------------- | --------------------------------------------------------------- | --------------------------------------------------------------- |
| Temp. máx. abs. (°C)                                                            | 32.0                                                            | 36.0                                                            | 36.0                                                            | 38.0                                                            | 41.0                                                            | 48.0                                                            | 46.0                                                            | 42.0                                                            | 42.0                                                            | 41.0                                                            | 36.0                                                            | 33.0                                                            | 48.0                                                            |
| Temp. máx. media (°C)                                                           | 20.8                                                            | 22.6                                                            | 25.8                                                            | 30.2                                                            | 33.6                                                            | 38.6                                                            | 37.5                                                            | 36.5                                                            | 34.4                                                            | 31.7                                                            | 25.6                                                            | 21.6                                                            | 29.9                                                            |
| Temp. media (°C)                                                                | 8.8                                                             | 10.9                                                            | 13.9                                                            | 17.4                                                            | 20.8                                                            | 26.1                                                            | 27.9                                                            | 26.7                                                            | 24.2                                                            | 19.2                                                            | 12.7                                                            | 9.6                                                             | 18.2                                                            |
| Temp. mín. media (°C)                                                           | -3.2                                                            | -0.2                                                            | 2.2                                                             | 4.6                                                             | 8.0                                                             | 13.5                                                            | 18.2                                                            | 16.9                                                            | 14.0                                                            | 6.6                                                             | -0.2                                                            | -2.3                                                            | 6.5                                                             |
| Temp. mín. abs. (°C)                                                            | -15.0                                                           | -11.0                                                           | -8.0                                                            | -4.0                                                            | -1.0                                                            | 4.0                                                             | 9.0                                                             | 10.0                                                            | 2.0                                                             | -6.0                                                            | -9.0                                                            | -11.0                                                           | -15.0                                                           |
| Precipitación total (mm)                                                        | 20.1                                                            | 18.8                                                            | 19.5                                                            | 1.8                                                             | 3.7                                                             | 6.4                                                             | 108.3                                                           | 66.7                                                            | 42.1                                                            | 15.5                                                            | 13.1                                                            | 31.2                                                            | 347.2                                                           |
| Días de precipitaciones (≥ 0.1 mm)                                              | 3.3                                                             | 2.8                                                             | 2.0                                                             | 0.6                                                             | 0.6                                                             | 1.4                                                             | 11.7                                                            | 7.1                                                             | 4.7                                                             | 2.1                                                             | 1.6                                                             | 4.3                                                             | 42.2                                                            |
| Fuente: Servicio Meteorológico Nacional. Actualizado el 6 de diciembre de 2016. |                                                                 |                                                                 |                                                                 |                                                                 |                                                                 |                                                                 |                                                                 |                                                                 |                                                                 |                                                                 |                                                                 |                                                                 |                                                                 |

## Economía
Su economía se basa en la agricultura y ganadería, además de ser beneficiada por ser municipio, de la mina Mexicana de Cobre situada a unos kilómetros de Esqueda, cuenta con seguro social y centros de salud, así como los servicios de atención prehospitalaria que ofrece la Cruz Roja Mexicana Delegación Esqueda en Fronteras, Sonora.

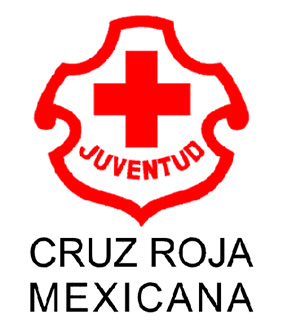
Emblema de la Cruz Roja Mexicana

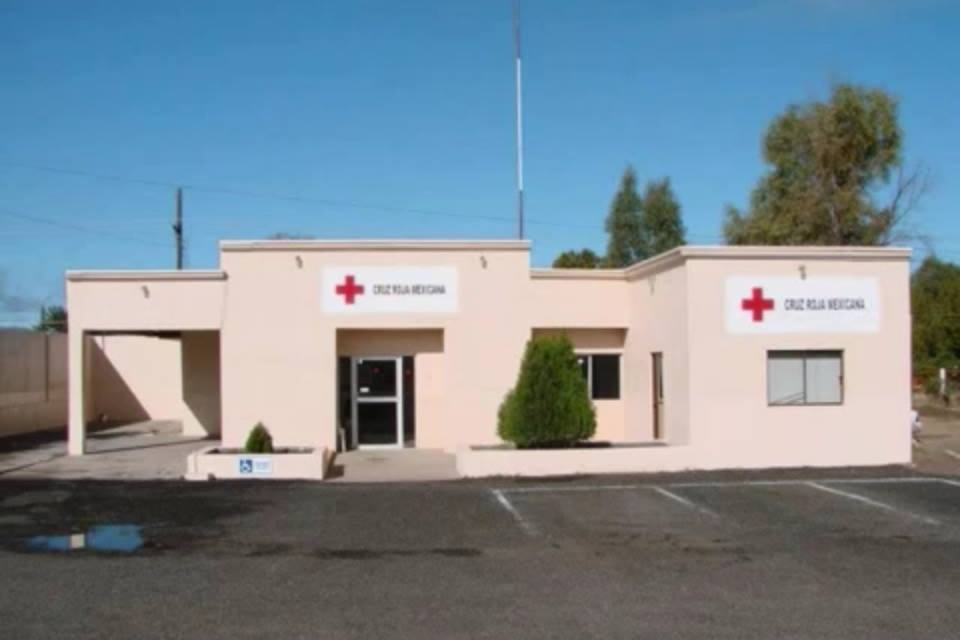
Cruz Roja Delegación Esqueda, Municipio de Fronteras Sonora

## Localización y población
Fronteras se encuentra ubicado en la Sierra Madre Occidental y al noreste del territorio del estado de Sonora, sus coordenadas geográficas son 30°53′51″N 109°33′34″O / 30.89750, -109.55944 y se encuentra a una altitud de 1120 metros sobre el nivel del mar; se encuentra a unos 55 kilómetros al sur de la ciudad de Agua Prieta y a unos 200 kilómetros al noreste de la capital de Sonora, la ciudad de Hermosillo. A sus alrededores están los pueblos de Ejido km 47, el ejido Adolfo Ruiz Cortines y el pueblo de Cuquiarachi, sus principales vías de comunicación son la Carretera Federal 17 que la comunica con estas dos poblaciones, al norte Agua Prieta y al sur Nacozari de García, además de con otras localidades del mismo municipio, como Esqueda, que es la localidad más poblada del municipio de Fronteras, además de la carretera, en el mismo sentido es comunicada por ferrocarril que se extiende hacia el sur hasta Nacozari de García y al norte a Agua Prieta y luego a Cananea y Nogales.
La población de Fronteras de acuerdo con el Conteo de Población y Vivienda de 2005 realizado por el Instituto Nacional de Estadística y Geografía es de un total de 738 habitantes, siendo estos 372 hombres y 366 mujeres.